# Paranormal Entity 3: The Exorcist Tapes
Paranormal Entity 3: The Exorcist Tapes, conosciuto in America anche come Anneliese: The Exorcist Tapes, è un film del 2011 diretto da Jude Gerard Prest.
Pellicola horror in stile falso documentario, basato sulla vera storia di Anneliese Michel.

## Distribuzione
Il film è uscito direttamente in DVD in America il 1º marzo 2011. In realtà questo film non ha nulla a che fare con i precedenti capitoli Paranormal Entity e 8213: Gacy House ma questo nome è nato in Gran Bretagna, dove è stato distribuito con il titolo da terzo capitolo della saga. Il film è inedito in Italia.

## Sequel
Paranormal Entity 3: The Exorcist Tapes ha avuto un seguito nel 2012 intitolato 100 Ghost Street: The Return of Richard Speck.